# George Redman Group
George Redman Group – album nagrany przez amerykański zespół jazzowy, którego liderem był perkusista George Redman.
W składzie grupy był m.in. saksofonista Bob Gordon. Nagrania zarejestrowane zostały w grudniu 1953 w studiu Radio Recorders w Hollywood. 10" monofoniczny LP wydany został przez należącą do Roberta Schermana wytwórnię Skylark (SKLP-20).
Materiał nagrany na tej płycie został wykorzystany wielokrotnie. Jeszcze Skylark wydał dwie płyty 7" (EP 115 i 116), na których powtórzono nagrania z płyty długogrającej. Scherman założył również wytwórnię Tampa Records. Jednym z albumów, które ukazały się nakładem Tampy był split Oscar Moore Trio/George Redman Group. Swing Shift:The Music for Night Owls to ta sama płyta, ale ze zmienionym tytułem i okładką (numer katalogowy pozostał ten sam). Inna reedycja została wydana już jako album Boba Gordona – Moods in Jazz (Tampa TP-26). Kolejny raz powtórzono te nagrania pod tym samym numerem, ale z inną okładką i tytułem: Bob Gordon Quintet Jazz Impressions.

## Muzycy
- Bob Gordon – saksofon barytonowy
- Herbie Harper – puzon
- Maury Dell – fortepian
- Don Prell – kontrabas
- George Redman – perkusja

## Lista utworów
Strona A
| 1. | "Moer Blues" (Don Prell)                                         | 5:51  |
|    |                                                                  |       |
| 2. | "Babette" (Maury Dell)                                           | 2:56  |
|    |                                                                  |       |
| 3. | "Sonny Boy" (Lew Brown, Buddy DeSylva, Ray Henderson, Al Jolson) | 2:22  |
|    |                                                                  |       |
|    |                                                                  | 11:09 |
|    |                                                                  |       |
Strona B
| 4. | "Just George" (Wally Stewart) | 4:12  |
|    |                               |       |
| 5. | "Slow Mood" (Eddie Miller)    | 3:09  |
|    |                               |       |
| 6. | "Slow" (Al Cohn)              | 1:53  |
|    |                               |       |
|    |                               | 09:14 |
|    |                               |       |